# Quzanlı
Quzanlı est une commune située dans le raion d'Agdam en Azerbaïdjan. Elle comprend le chef-lieu Quzanlı, qui est situé à 25 km au nord-est d'Agdam, ainsi que les villages de Birinci Quzanlı, Çullu, Eyvazlı et İmamqulubəyli. La population s'élève à environ 3 100 habitants.
Depuis la destruction de la ville d'Agdam au cours de la guerre du Haut-Karabagh, Quzanlı abrite le siège administratif du raion d'Agdam.